# Islandgraben
Der Islandgraben ist ein Graben in Meiendorf, Hamburg-Rahlstedt und Nebenfluss des Deepenhorngrabens.
Er verläuft vom Nordlandweg Richtung Nordwesten, am Fußballplatz des Meiendorfer Sportvereins entlang und mündet dann über den Deepenhornteich in den Deepenhorngraben.